# Накадзіма Сьоя
Сьоя Накадзіма (яп. 中島翔哉, нар. 23 серпня 1994, Токіо) — японський футболіст, півзахисник клубу «Порту». На умовах оренди виступає за «Портімоненсі».
Виступав, зокрема, за клуб «Токіо Верді», а також збірну Японії.

## Клубна кар'єра
У дорослому футболі дебютував 2012 року виступами за команду клубу «Токіо Верді», в якій провів один сезон, взявши участь у 29 матчах чемпіонату. Більшість часу, проведеного у складі «Токіо Верді», був основним гравцем команди.
Згодом у 2014 році перебуваючи на контракті в складі команди «Токіо» виступав на правах оренди за «Каталле Тояма».
Після оренди повернувся до складу клубу «Токіо». Відтоді встиг відіграти за токійську команду 51 матч у національному чемпіонаті.
27 серпня 2017 Накадзіма перейшов до португальського клубу «Портімоненсі». Після 10 голів у 29-ти мматчах у травні 2018 уклав контракт.
У лютому 2019 Сьоя приєднався до катарської команди «Ад-Духаїль». У складі якого він відіграв сім матчів та забив один гол.
5 липня 2019 за угодою  між клубами «Порту» та «Ад-Духаїль» японець перейшов до португальської команди з якою уклав п'ятирічний контракт.
13 серпня 2019 дебютував у Лізі чемпіонів УЄФА в третьому кваліфікаційному раунді в якому його клуб поступився російському «Краснодару» 2–3 та вибув з подальшого розіграшу тогорічної Ліги чемпіонів.

## Виступи за збірні
2011 року дебютував у складі юнацької збірної Японії, взяв участь у 2 іграх на юнацькому рівні, відзначившись одним забитим голом.
З 2013 року залучався до складу молодіжної збірної Японії. На молодіжному рівні зіграв у 34 офіційних матчах, забив 26 голів.
2016 року захищав кольори олімпійської збірної Японії. У складі цієї команди провів 3 матчі, забив 1 гол. У складі збірної — учасник футбольного турніру на Олімпійських іграх 2016 року у Ріо-де-Жанейро.
З 2018 залучається до лав національної збірної Японії.
Виступав за збірну на Кубку Америки 2019.

## Титули і досягнення
- Володар Кубка Еміра Катару (1): 2019
- Чемпіон Португалії (1): 2019–20
- Володар Кубка Португалії (1): 2019–20
- Володар Суперкубка Португалії (1): 2020
- Чемпіон Азії (U-23): 2016